# Németh Imre (politikus)
Németh Imre (Vasvár, 1955. április 14. –) magyar mérnök, politikus. 2002-től 2005-ig, először a Medgyessy-kormányban, majd az első Gyurcsány-kormányban földművelésügyi és vidékfejlesztési miniszter volt.

## Életpályája

### Tanulmányai
1975-ben Szombathelyen érettségizett; gépjármű-technikusi oklevelet kapott a Savaria Közlekedésgépészeti Szakközépiskolában.
A Gödöllői Agrártudományi Egyetem Mezőgazdasági Gépészmérnöki Karán szerzett diplomát, majd 1979-ben műszaki fejlesztő szakmérnök képesítést nyert. 1985-ben doktori címet szerzett. Értekezését a dízelmotorok diagnosztikájáról írta.

### Gazdasági és politikai pályafutása
1979-től a Mezőgazdasági és Élelmezésügyi Minisztérium Műszaki Intézetének fejlesztőmérnökeként dolgozott. 1986 és 1989 között az MSZMP Pest Megyei Bizottságának gazdaságpolitikai munkatársa, 1989-1995 között a Pest Megyei Mezőgazdasági Termelők Szövetsége titkárhelyettese, 1995-től a Pest Megyei Agrárkamara ügyvezető alelnöke.
1985 és 1989 között az MSZMP tagja, 1989-től az Agrárszövetség tagja, 1995-1998-ban általános alelnöke, 2001-től alelnöke.
1994-től 1998-ig a Pest Megyei Közgyűlés tagja volt.
Az 1998. és a 2002. évi országgyűlési választásokon – az Agrárszövetségnek az MSZP-vel kötött megállapodását követően - az MSZP országos listáján jutott a parlamentbe. 1998-tól az Országgyűlés mezőgazdasági bizottságának tagja volt. 2002. áprilisában ismét az MSZP országos listájáról szerzett országgyűlési képviselői mandátumot. 2002 május 27-től a Medgyessy-kormány földművelésügyi és vidékfejlesztési minisztere volt. Ezt a pozícióját az első Gyurcsány-kormányban még fél évig, 2005. május 1-ig megőrizte.
2001 januárjától ő volt az MSZP Agrárium- és Vidékfejlesztési Kabinetjének vezetője.

## Írása
Mezőgazdasági gépkarbantartás és diagnosztizálás eszközei és berendezései (1988).

## Családja
Nős, egy gyermekük van.